# Белоглазов, Павел Никифорович
Павел Никифорович Белоглазов — советский хозяйственный, государственный и политический деятель.

## Биография
Родился в 1905 году в Андросовке. Член ВКП(б) с 1929 года.
С 1921 года — на хозяйственной, общественной и политической работе. В 1921—1963 гг. — батрак у кулаков, чернорабочий военного завода № 15, тракторист сельхозартели «Отрада», в РККА, уполномоченный райотделов ГПУ, старший оперуполномоченный, начальник следственной части УНКВД-УНКГБ Станиславской области, зам. нач. ОО НКВД 38-й армии, 1-й танковой армии и 63-й армии, 24-й армии, Донской фронт, начальник ОКР СМЕРШ 4-й гвардейской армии, заместитель начальника УКР СМЕРШ 2-го Украинского фронта, замначальника УКР СМЕРШ Смоленского военного округа, начальник УМГБ Орловской области, замминистра госбезопасности Узбекской ССР, замминистра внутренних дел Узбекской ССР, зам. председатель КГБ при Совете Министров Узбекской ССР, председатель КГБ при СМ Марийской АССР
Избирался депутатом Верховного Совета СССР 3-го созыва.
Умер в январе 1988 года в Йошкар-Оле.